# Governo Meloni
O Governo Meloni é o 68.º Governo da República Italiana, o primeiro liderado pela presidente dos Irmãos de Itália, Giorgia Meloni, que também é a primeira mulher a ocupar o cargo de primeira-ministra da Itália. O Governo foi anunciado em 21 de outubro de 2022 e foi empossado oficialmente no dia seguinte. Foi descrito de várias maneiras como uma mudança para a direita política, bem como a primeira coalizão liderada pela extrema-direita na Itália desde a Segunda Guerra Mundial.

## Posse do novo governo
Durante conversas com o presidente Sergio Mattarella em 20 de outubro, delegados do Partido Democrático, Movimento 5 Estrelas, Ação – Itália Viva, Pelas Autonomias e vários subgrupos do Grupo Misto declararam que não apoiariam um governo liderado por Meloni durante votos de confiança. No dia seguinte, os delegados da FdI, Lega, FI e Civics of Italy, bem como dos Moderados Us e do subgrupo Movimento Associativo Italianos no Exterior do Grupo Misto, que juntos detinham 237 assentos de 400 na câmara baixa e 116 assentos de 206 na câmara alta, anunciou a Mattarella que chegaram a um acordo para formar um governo de coalizão com Meloni como primeira-ministra. À tarde, Mattarella convocou Meloni ao Palácio do Quirinal e deu-lhe a tarefa de formar um novo governo, que foi oficialmente empossado em 22 de outubro.

## Política interna
O primeiro decreto-lei do governo de Meloni estava relacionado com o ergastolo osstantivo, o regime prisional que exclui os autores de crimes violentos, em particular os relacionados com a máfia e o terrorismo, de receber benefícios na prisão, a menos que colaborassem com o sistema de justiça, que são conhecidos como Collaborati di giustizia. Em 2021, o Tribunal Constitucional da Itália considerou isso inconstitucional, e esse decreto-lei foi previamente aprovado na Câmara em 31 de março de 2022, mas não chegou ao Senado devido às eleições antecipadas. Uma das primeiras medidas implementadas pelo governo foi relativamente à COVID-19 para a remoção completa do certificado de vacinação COVID-19, conhecido em Itália como Green Pass; além disso, os médicos não vacinados foram reintegrados ao serviço. Outra política considerada prioritária pelo novo governo de direita foi aumentar o teto de caixa, que os críticos argumentam que favorecia a evasão fiscal e o emprego não declarado, enquanto os seus proponentes, incluindo Meloni, rejeitaram isso.
A 31 de outubro, o governo aprovou um decreto que prevê pena de até seis anos de prisão para festas e comícios ilegais. Isso ocorreu em meio a protestos antifascistas na Universidade La Sapienza, que foram alvo de críticas devido à resposta da polícia, e uma manifestação em Predappio, onde Benito Mussolini está enterrado, para comemorar o centenário da Marcha sobre Roma que levou à tomada de poder de Mussolini. Apesar de ser apresentada oficialmente como um decreto contra festas e raves ilegais, a lei era aplicável a qualquer reunião com mais de 50 pessoas que a autoridade pública considerasse perigosa. A lei também foi contestada pelo Força Itália (partido do governo), que pedia mudanças, incluindo a redução das sentenças para quatro anos, enquanto era apoiado principalmente pelo Frateli d'Italia (FdI) e Lega.

## Conselho de Ministros
| Cargo                                                        | Secretário(a) | Secretário(a)            | Partido          | Mandato         |
| ------------------------------------------------------------ | ------------- | ------------------------ | ---------------- | --------------- |
| Primeira-Ministra                                            |               | Giorgia Meloni           | Frateli d'Italia | 2022 - presente |
| Vice-Primeiro-Ministro                                       |               | Antonio Tajani           | Forza Italia     | 2022 - presente |
| Vice-Primeiro-Ministro                                       |               | Matteo Salvini           | Lega             | 2022 - presente |
| Ministro das Relações Exteriores                             |               | Antonio Tajani           | Forza Italia     | 2022 - presente |
| Ministro do Interior                                         |               | Matteo Piantedosi        | Independente     | 2022 - presente |
| Ministro da Justiça                                          |               | Carlo Nordio             | Frateli d'Italia | 2022 - presente |
| Ministro da Defesa                                           |               | Guido Crosetto           | Frateli d'Italia | 2022 - presente |
| Ministro da Economia e das Finanças                          |               | Giancarlo Giorgetti      | Lega             | 2022 - presente |
| Ministro dos Negócios e do Made in Italia                    |               | Adolfo Urso              | Frateli d'Italia | 2022 - presente |
| Ministro da Agricultura, Soberania Alimentar e Florestas     |               | Francesco Lollobrigida   | Frateli d'Italia | 2022 - presente |
| Ministro do Ambiente e Segurança Energética                  |               | Gilberto Pichetto Fratin | Forza Italia     | 2022 - presente |
| Ministro das Infraestruturas e Transportes                   |               | Matteo Salvini           | Lega             | 2022 - presente |
| Ministra do Trabalho e Políticas Sociais                     |               | Marina Calderone         | Independente     | 2022 - presente |
| Ministro da Educação e do Mérito                             |               | Giuseppe Valditara       | Lega             | 2022 - presente |
| Ministra da Universidade e Investigação                      |               | Anna Maria Bernini       | Forza Italia     | 2022 - presente |
| Ministro da Cultura                                          |               | Gennaro Sangiuliano      | Independente     | 2022 - presente |
| Ministro da Saúde                                            |               | Orazio Schillaci         | Independente     | 2022 - presente |
| Ministra do Turismo                                          |               | Daniela Santanchè        | Frateli d'Italia | 2022 - presente |
| Ministro dos Assuntos Parlamentares                          |               | Luca Ciriani             | Frateli d'Italia | 2022 - presente |
| Ministro da Administração Publica                            |               | Paolo Zangrillo          | Forza Italia     | 2022 - presente |
| Ministro dos Assuntos Regionais e Autonomias                 |               | Roberto Calderoli        | Lega             | 2022 - presente |
| Ministro da Proteção Civil e das Políticas do Mar            |               | Nello Musumeci           | Frateli d'Italia | 2022 - presente |
| Ministro dos Assuntos Europeus, Sul e Políticas de Coesão    |               | Raffaele Fitto           | Frateli d'Italia | 2022 - presente |
| Ministro do Desporto e da Juventude                          |               | Andrea Abodi             | Independente     | 2022 - presente |
| Ministra da Família, Natalidade e Igualdade de Oportunidades |               | Eugenia Rockella         | Frateli d'Italia | 2022 - presente |
| Ministra das Deficiências                                    |               | Alessandra Locatelli     | Lega             | 2022 - presente |
| Ministra das Reformas Institucionais                         |               | Elisabetta Casellati     | Forza Italia     | 2022 - presente |
| Secretário do Conselho de Ministros                          |               | Alfredo Mantovano        | Independente     | 2022 - presente |